# Theophrastaceae
Theophrastaceae este o mică familie de plante cu flori din ordinul Ericales. Cuprinde șase genuri și aproximativ 100 de specii native din zona tropicală a Americii.